# 3156 Ellington
För andra betydelser, se Ellington.
3156 Ellington eller 1953 EE är en asteroid i huvudbältet som upptäcktes den 15 mars 1953 av den franske astronomen Alfred Schmitt i Uccle. Den har fått sitt namn efter den amerikanske jazzmusikern Duke Ellington.
Asteroiden har en diameter på ungefär 30 kilometer.